# Distretto di Pakhtakor
Il distretto di Pakhtakor (usbeco Paxtakor) è uno dei 12 distretti della Regione di Djizak, in Uzbekistan. Il capoluogo è Pakhtakor.